# 前奏曲Op.28, No. 24 (蕭邦)

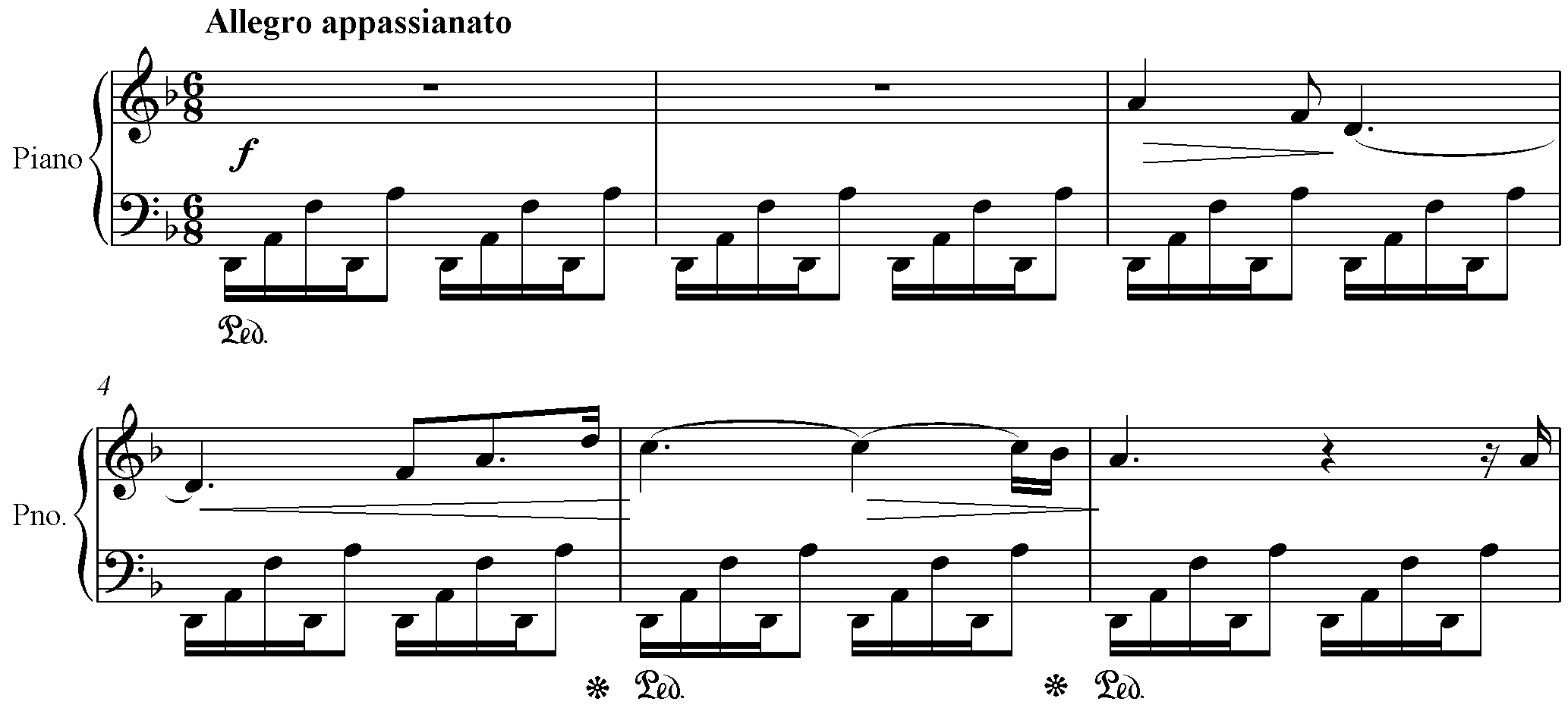
前奏曲Op. 28, No. 24

前奏曲Op. 28, No. 24為蕭邦24首前奏曲中的樂曲，為D小調，充滿熱情的快板（Allegro appassionato），6/8拍，乃最艰难的前奏曲之一。
起初左手以重複五個響亮的音作引子，並以固定低音形式一直持續到接近結尾部分。右手部分起初為簡單但強而有力的旋律，但隨後發展成五花八門的奏法，包括顫音、上升和下降的音階等。樂音最後以三個最低的D音作結。若視前奏曲為整套演奏的曲目，則此曲亦為有力的總結。
阿爾弗雷德·科爾托將其稱為“鮮血，世俗歡樂，死亡”（Du sang, de la volupté, de la mort），汉斯·冯·彪罗將其稱為“風暴”（The Storm）。

## 外部連結
- 前奏曲, Op. 28：国际乐谱典藏计划上的乐谱
- 来自乌托邦计划（英语：Mutopia Project）的多种格式乐谱 （页面存档备份，存于）